# Milk Tray

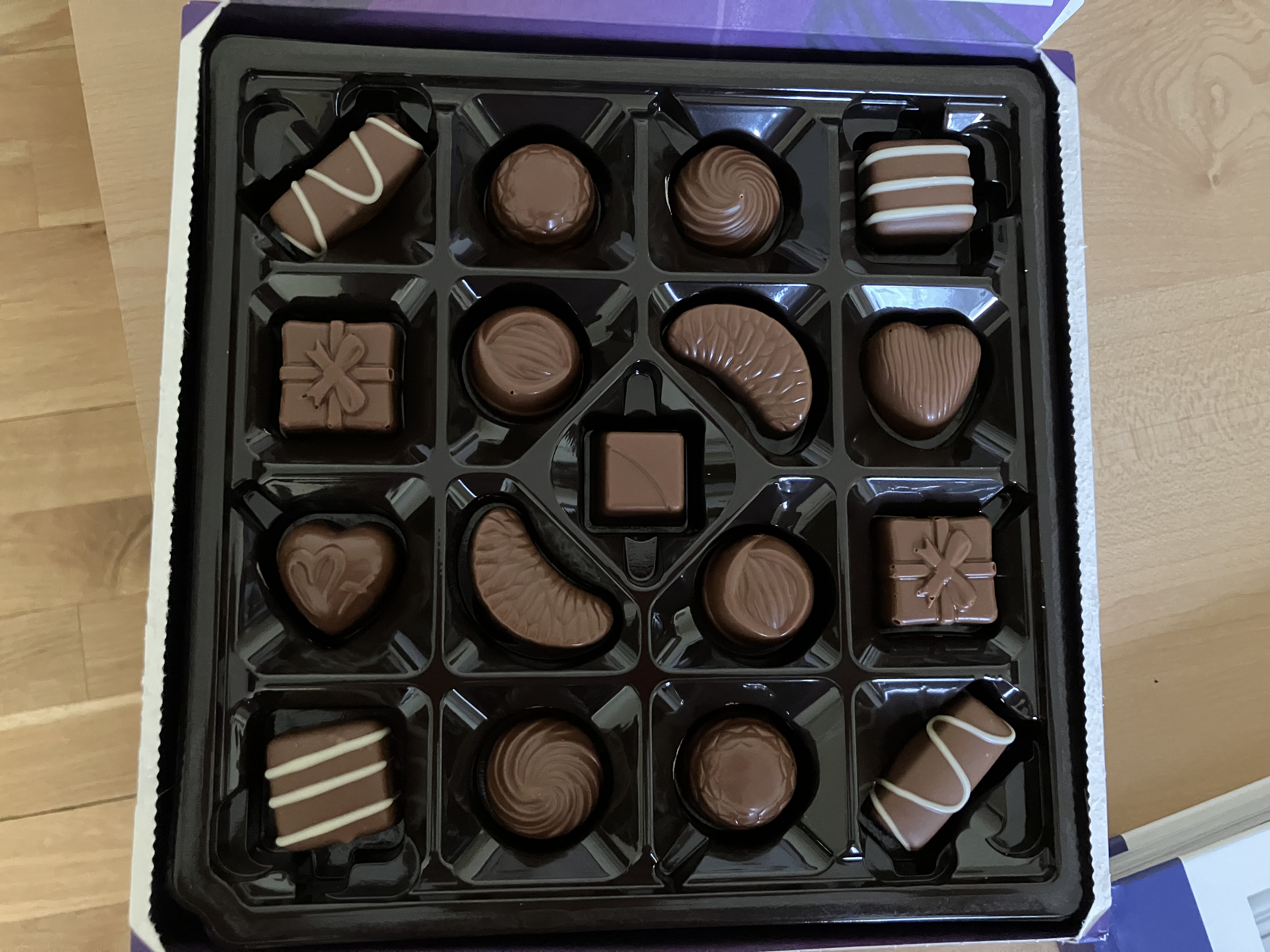
Ein Cadbury Milk Tray (2024).

Milky Tray (Eigenschreibweise: MilkTray) ist eine Marke von Pralinenschachteln, die derzeit von Cadbury hergestellt werden. Sie wurde 1915 von Cadbury UK eingeführt und ist eine der am längsten bestehenden Marken im Portfolio der Konditoren. Produkte von Milk Tray werden in Australien, Kanada, Irland, Neuseeland, New York City, Südafrika und im Vereinigten Königreich verkauft.
Der Name "Tray" leitet sich von der Art und Weise ab, wie das ursprüngliche Sortiment in die Läden geliefert wurde. Ursprünglich war das Milchtablett in Fünfeinhalb-Pfund-Kisten verpackt, die auf Tabletts angeordnet waren, von denen es lose an Kunden verkauft wurde.
Das Packungsdesign wurde regelmäßig aktualisiert und das Sortiment gemäß den Kundenpräferenzen geändert. Heute ist es immer noch eine der beliebtesten Pralinenmarken in Großbritannien, von der jährlich über 8 Millionen Schachteln verkauft werden.

## Geschichte
Im Jahr 1916 wurde eine halbe Pfund tiefe Kiste mit einem lilafarbenen Hintergrund und goldener Handschrift eingeführt, die seit neunzig Jahren nur geringfügig Änderungen erfahren hat. 1924 wurde eine 1-Pfund-Schachtel eingeführt. Mitte der 1930er Jahre verkaufte sich das Cadbury's Milk Tray-Sortiment besser als das aller Mitbewerber.